# Эбису
Эбису (яп. 恵比須, 夷, 戎 Эбису, яп. 蛭子 Акахирако, яп. 蛭児 Хирадзи) (мужской род) — один из семи богов удачи в синтоизме. Бог рыбалки, океана и труда, а также хранитель здоровья всех маленьких детей. Божество честного труда и торговли, покровитель крестьян. Единственный из Семи богов счастья, который имеет японское происхождение. Эбису, Дайкоку и Фукурокудзю именуют «тремя богами успеха».
Считается также богом утренней зари и защитником детей.

## Название
Имя Эбису происходит от корня со значением «чужеземец» или «варвар» и, как полагают многие, отсылает к тем временам, когда на ранних богов возлагалась надежда помочь обрести прагматические навыки общения с прибывшими из дальних стран.

## Изображение
Эбису изображают как полного улыбчивого старца с бородой, обычно сидящим на камне. Он может носить кимоно или хакама, или сасинуки (яп. 指貫) — тип хакама периода Хэйан, суженный в лодыжках, или иногда каригину (яп. 狩衣) — древние охотничьи одежды, которые стали повседневной одеждой для придворных периода Хэйан. На голове он носит высокую остроконечную шапку, сложенную посередине и называемую казаори эбоси (яп. 風折烏帽子), подобную тем, что носили при императорском дворе вельможи. Главными атрибутами Эбису служат рыболовная удочка в правой руке и большой красный лещ или луциан (яп. 鯛 тай, «карась»), который болтается на леске или же покоится под левой рукой божества. В Японии эти рыбы символизируют удачу (японское понятие — омедэ-тай). Иногда можно встретить Эбису, изображённого со складным веером в руках. Смысл этого веера не до конца ясен, но принято считать, что он символизирует исполнение желаний и связывается с принятием решения — в древние времена император посредством взмаха веера в ту или иную сторону давал ответ на просьбу во время аудиенций.

## Происхождение
По одной из версий, Эбису, или Котосиронуси (яп. 事代主神), является сыном бога Дайкоку, или, по-другому, Оокунинуси (яп. 大国主命). Во время умиротворения «Центральной Земли тростниковых равнин» у Котосиронуси родилась дочь по имени Химетатараисузухимэ, которая впоследствии стала женой императора Дзимму. Котосиронуси является объектом поклонения в таких японских храмах, как Михо-дзиндзя (Симане) и Мисима-дзиндзя (Сидзуока).
Противоречивой оказывается версия Кодзики и Нихонги, согласно которым Эбису родился от богов-прародителей японского архипелага. Первенец Идзанаги и Идзанами, родился без костей (а в некоторых мифах — и без ног и рук) из-за неполного соблюдения свадебного ритуала матерью. При рождении его назвали Хирако, что в переводе с японского языка значит «головастик». Перед своим трехлетием Хирако был унесён в море на тростниковой лодке, которую после долгих странствий по волнам выбросило на берег Хоккайдо, где он был подобран айном Эбису Сабуро. Преодолевая многие трудности Хирако, вырастил себе ноги и руки (а возможно и остальные недостающие части тела) и в три года превратился в бога Эбису. На долю Хирако выпало множество испытаний, которые он достойно преодолел, став позднее богом счастья Эбису. 

## Влияние в искусстве
Эбису в качестве божества торговли представлен в пьесах кёгэн. Его маска в виде широко улыбающегося лица, со сщуренными глазами и незначительными морщинами на лбу появляется в праздничных пьесах, таких как «Эбису и Дайкоку» (яп. 恵比須大黒) и «Эбису и Бисямон» (яп. 恵比須毘沙門). Маска Эбису также часто используется для представления Бога счастья, Фуку но ками (яп. 福の神), главного героя в одноимённой пьесе.
Эбису стал популярным героем произведений многих художников эпохи Эдо, включая Огату Корина и Кано Танъю.
На рисунках Оцу-э (англ. Otsu-e), Эбису и Дайкоку иногда гротескно изображаются как две фигуры, занятые борьбой сумо.

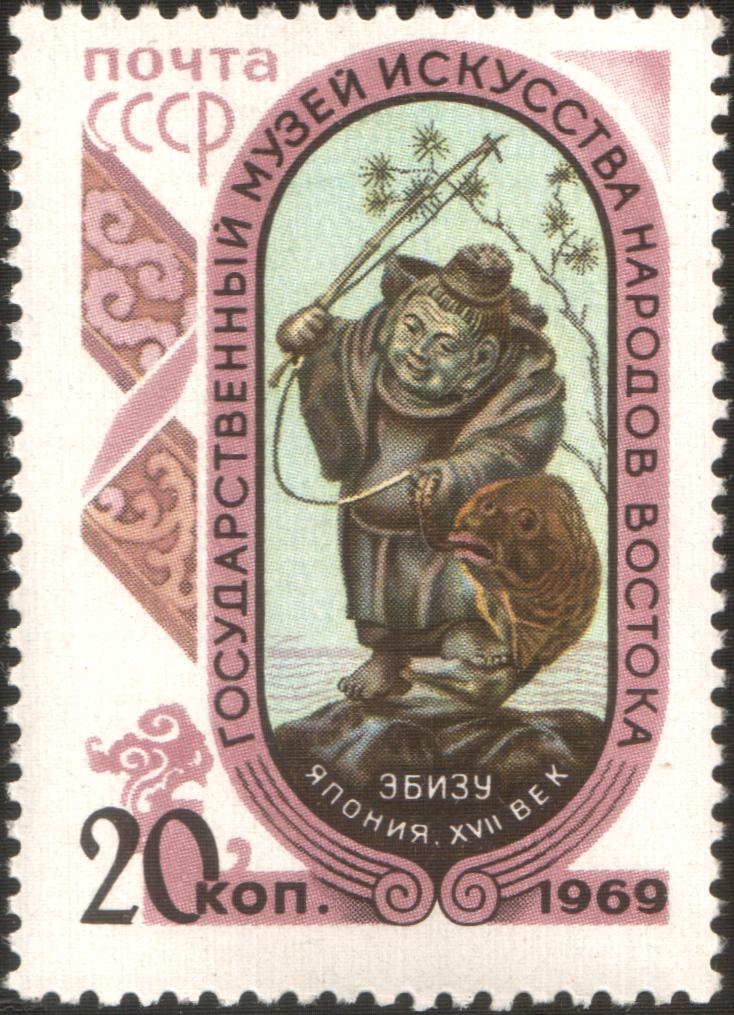
Эбису на почтовой марке СССР, 1969 года
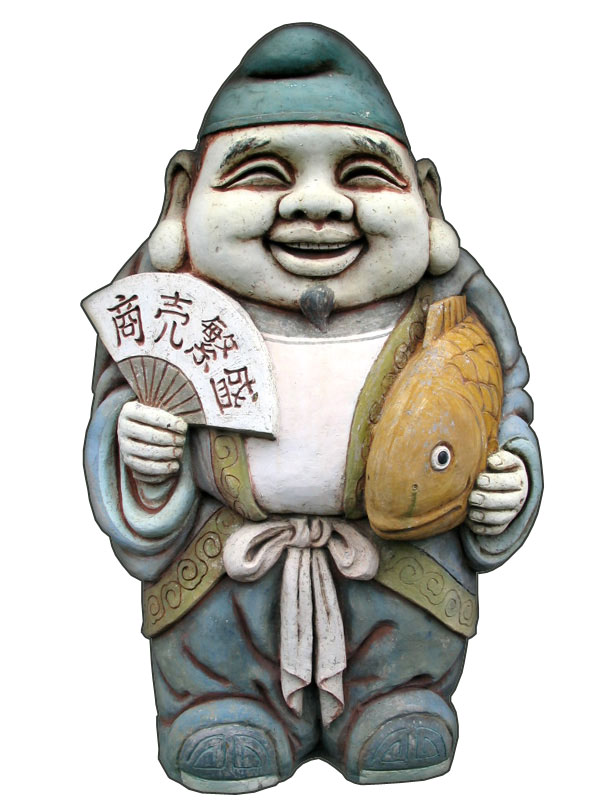
Фигурка Эбису
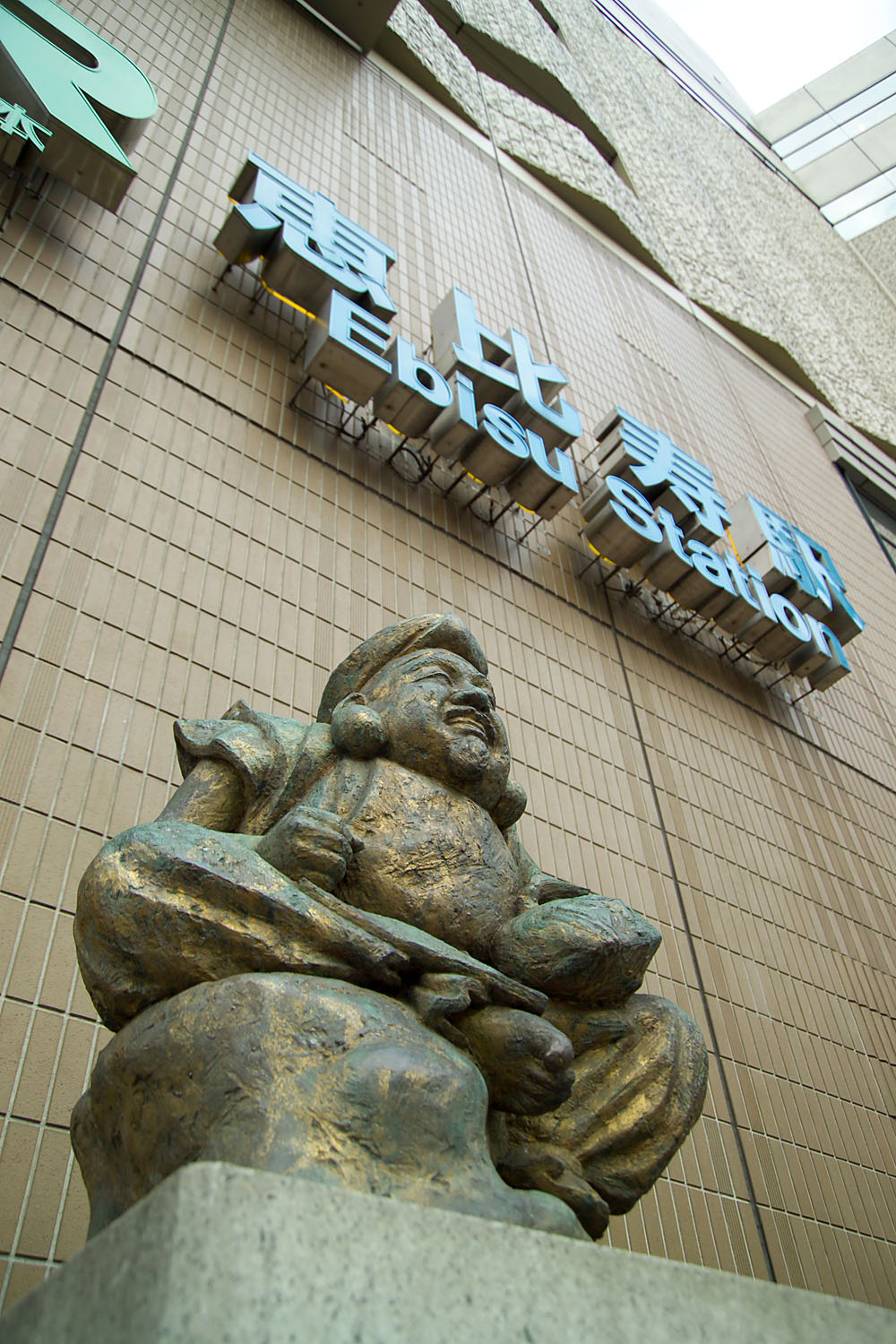
Статуя на станции Эбису